# Argonaut Junior
Argonaut Junior (zwany też „Argonaut I”) – pierwszy okręt podwodny Simona Lake'a, zbudowany w Stanach Zjednoczonych. „Argonaut I” był bardzo udaną jednostką zbudowaną prywatnie w 1894 roku. Okręt był napędzany silnikiem benzynowym i energią elektryczną, zaopatrzono go także w koła umożliwiające mu jazdę po dnie morskim. Możliwe było też opuszczanie okrętu pod wodą przez nurków w celu przecinania podmorskich kabli czy też niszczenia min. Sukces tej konstrukcji spowodował, że Lake założył przedsiębiorstwo Lake Submarine Company, które zbudowało kolejny okręt „Argonaut II”, operujący jako pierwszy w historii na otwartym morzu.